# Mound Valley (Kansas)
Mound Valley é uma cidade localizada no estado americano de Kansas, no Condado de Labette.

## Demografia
Segundo o censo americano de 2000, a sua população era de 418 habitantes.
Em 2006, foi estimada uma população de 414, um decréscimo de 4 (-1.0%).

## Geografia
De acordo com o United States Census Bureau, Mound Valley tem uma área de
1,7 km², dos quais 1,7 km² cobertos por terra e 0,0 km² cobertos por água. Mound Valley localiza-se a aproximadamente 249 m acima do nível do mar.

## Localidades na vizinhança
O diagrama seguinte representa as localidades num raio de 20 km ao redor de Mound Valley.